# Saint-Jean-sur-Richelieu
Pour les articles homonymes, voir Saint-Jean et Richelieu.
« Johannais » redirige ici. Pour les articles homophones, voir Johanet et Johannet.

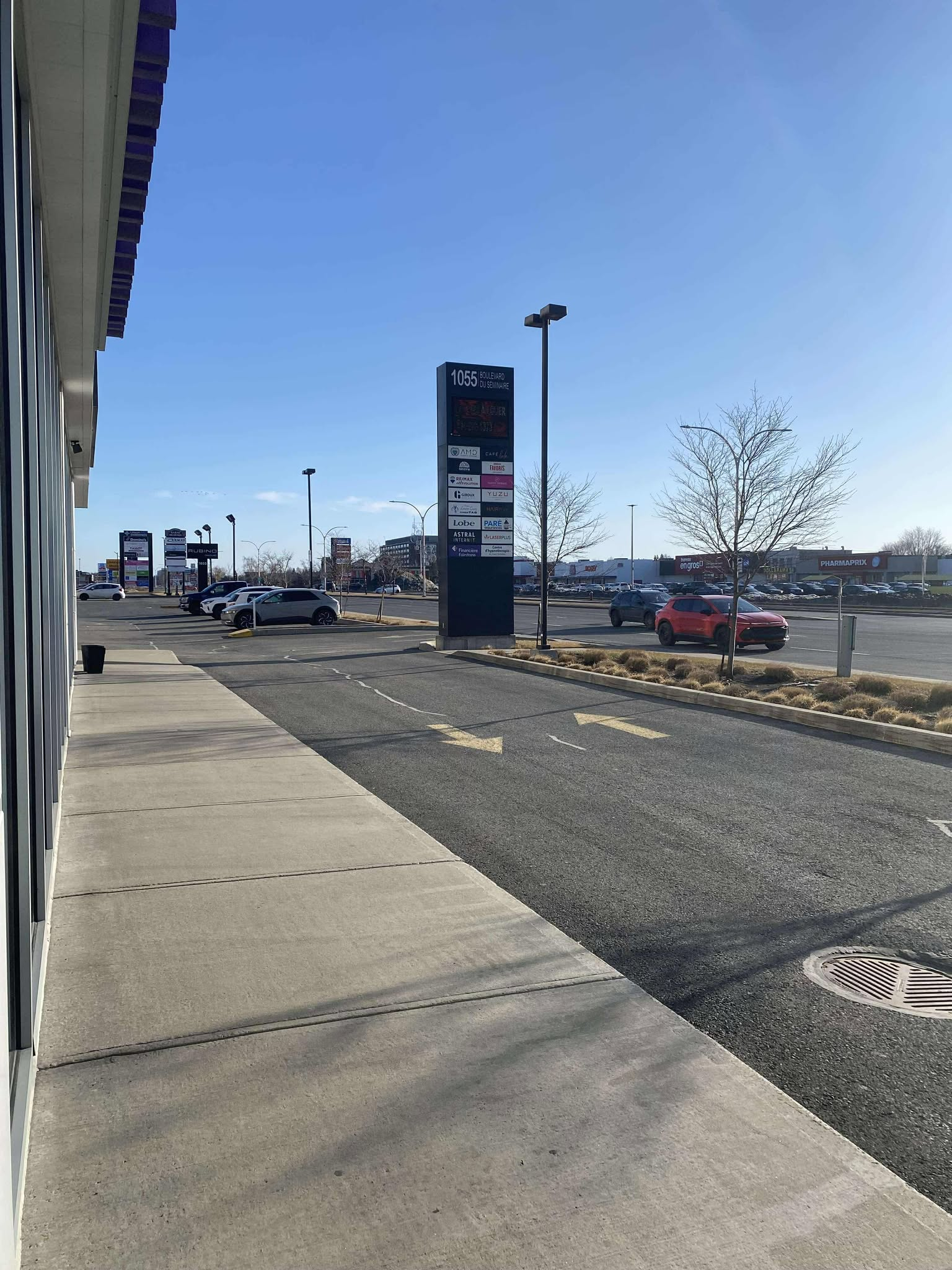
Boulvard Séminaire, Saint-Jean-sur-Richelieu

Saint-Jean-sur-Richelieu est une ville canadienne du Québec, chef-lieu de la MRC du Haut-Richelieu, dans la région de la Montérégie.

## Histoire

### Les débuts: une colonisation ralentie par un rôle stratégique de défense (1666-1790)

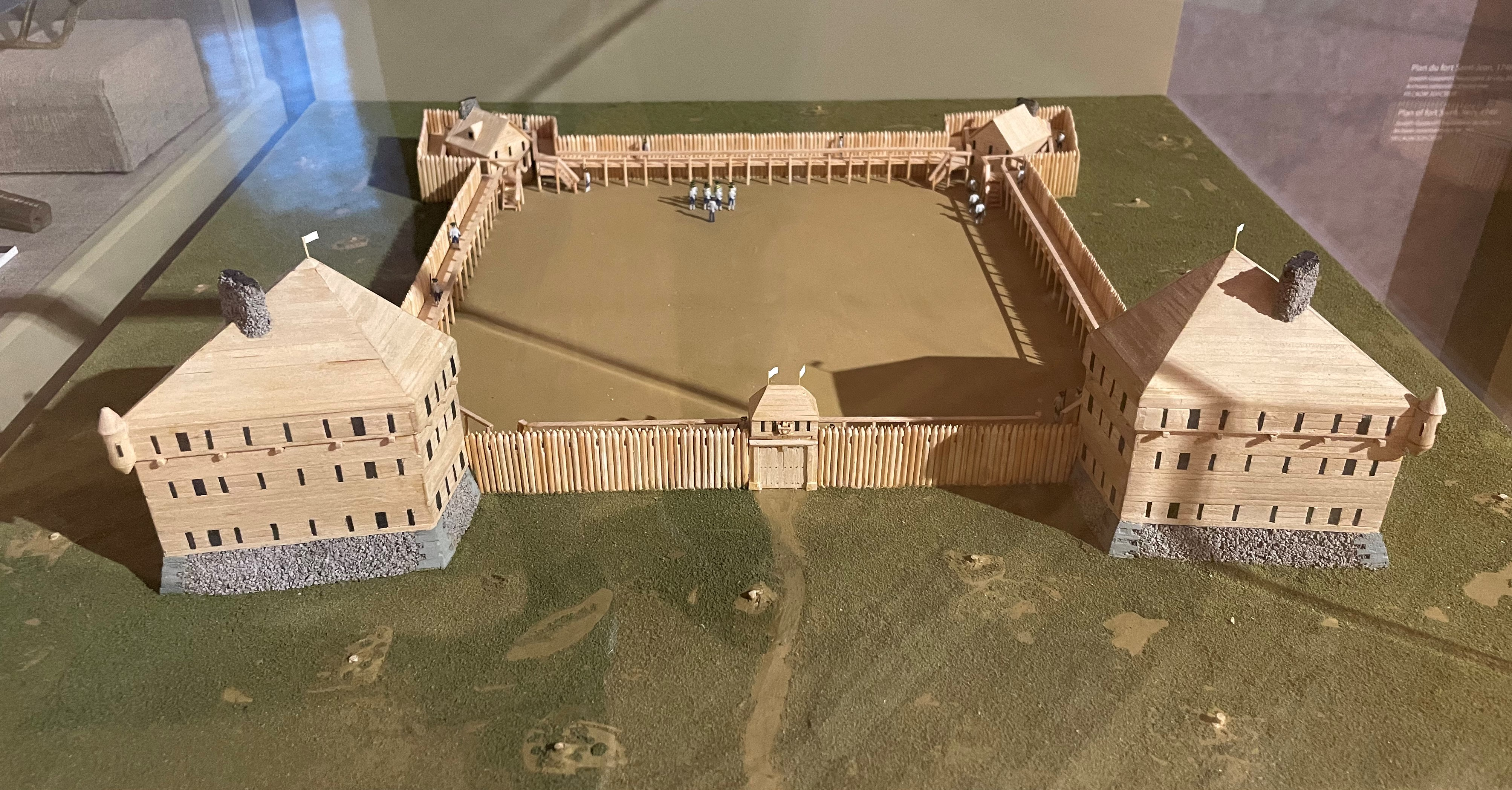
Fort Saint-Jean circa 1748

En 1666, un premier fort en bois, le  fort Saint-Jean, est érigé sur la rive de la rivière Richelieu à l'initiative d'Alexandre de Prouville de Tracy.
Une première paroisse, Saint-Jean-l'Évangéliste, est fondée en 1667. Elle est nommée en l'honneur de l'évangéliste Jean de Patmos et Armand Jean du Plessis de Richelieu, cardinal français et ministre de Louis XIII. Elle dessert le noyau urbain qui s'est constitué à l'intérieur des fortifications. Une première urbanisation à l'extérieur du fort se produit vers 1750, et le noyau villageois naissant est consolidé entre 1776 et 1786 par l'arrivée massive de Loyalistes. Un faubourg se forme le long de la route menant à Chambly (aujourd'hui la rue Richelieu), et celui-ci est nommé «The Rookery». À cette époque, déjà, nous y retrouvons tavernes, auberges, artisans et magasins. C'est donc un début d'activité commerciale pour la future rue Richelieu. En 1787, le commerce du bois est libéralisé et, en 1794, le commerce dans son entier. Des entrepôts sont alors construits le long de ce chemin et des quais sont jetés sur la rivière. L'activité portuaire était complétée, depuis 1776, par un chantier naval sur le site du fort. Plusieurs expéditions militaires contre les États-Unis partaient de ce point. En 1790, David Alexander Grant, Baron de Longueuil, renomme la ville Dorchester et y prévoit une première trame orthogonale de 16 îlots (quatre par quatre). Ces îlots existent toujours aujourd'hui et sont délimités de l'ouest à l'est par les rues Laurier, Longueuil, Jacques-Cartier Nord, Champlain et Richelieu et, du sud au nord, par les rues Frontenac, Saint-Georges, Saint-Jacques, Saint-Charles et Foch. Par la suite, la vocation portuaire et commerciale de la rue Richelieu est confirmée par l'établissement progressif des institutions civiques plus à l'ouest, sur la seconde terrasse, près des actuelles rues Longueuil et Jacques-Cartier.

### Essor et industrialisation (1790-1876)

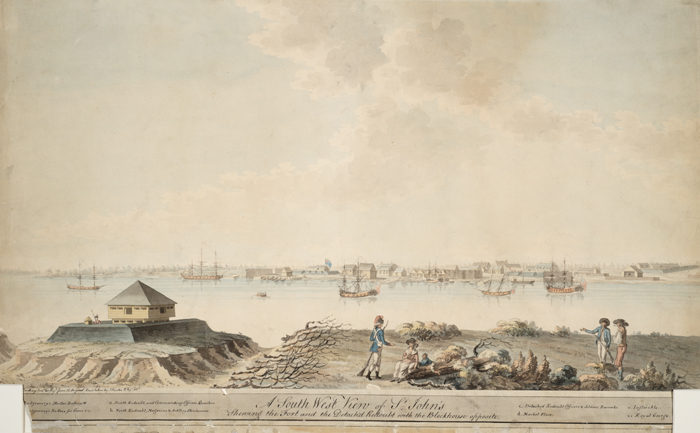
Saint-Jean, au temps de la Rouquerie (The Rookery), 1775.

La ville prend pleinement son essor au dix-neuvième siècle avec le développement des transports : les diligences en provenance de Montréal s'arrêtent aux hôtels de la rue Richelieu, un chemin s'ouvre vers les Cantons-de-l'Est en 1797 et un premier pont est construit sur le Richelieu en 1827, coin Saint-Charles et du Quai, remplaçant le service de traversier établi entre Saint-Jean et Iberville par les frères Mott dès 1797. Le commerce entre le Canada et les États-Unis provoque à Saint-Jean la construction du premier chemin de fer canadien en 1836, qui relie la ville à La Prairie, près de Montréal. Rappelons que le Richelieu relie Saint-Jean et New York par le biais du lac Champlain et du fleuve Hudson. Le port de Saint-Jean se hisse même au quatrième rang quant au commerce au Canada. En 1843, l'activité s'intensifie encore avec l'inauguration du canal de Chambly, qui rend le Richelieu navigable sur toute sa longueur. Montréal et Saint-Jean sont ensuite reliées aux États-Unis par voie ferroviaire dès 1853. Les activités portuaires diminuent donc à Saint-Jean au profit de celles à Montréal, mais plusieurs manufactures de céramique, entre autres, s'établissent le long de ces voies. Ces manufactures ont valu à Saint-Jean le surnom de capitale canadienne de la poterie et de la céramique. En juin 1860 paraît Le Canada français, un des plus vieux journaux francophones d'Amérique, qui n'a jamais cessé de publier jusqu'à ce jour. En 1876, un incendie détruit la rue Richelieu. Celle-ci est totalement reconstruite avec le visage qu'on lui connaît aujourd'hui.

### Croissance et redéfinition depuis 1876
Au cours de la fin du dix-neuvième siècle et dans la première moitié du vingtième, la ville continue sa croissance, les faubourgs devenant des quartiers. L'avènement de l'usine Singer en 1906 marque le début de la véritable diversification industrielle de Saint-Jean-sur-Richelieu, qui prend de plus en plus les atours d'une capitale régionale. L'ouverture du Collège militaire royal du Canada en 1952 et les développements de la base des forces canadiennes au cours de la Seconde Guerre mondiale et en 1970 n'ont fait que confirmer la position de Saint-Jean-sur-Richelieu en tant que ville-garnison. Aujourd'hui, Saint-Jean est toujours une ville-centre, offrant emplois et services à la très grande majorité de sa population. La proximité de Montréal accroit la tendance à l'urbanisation vers le nord-ouest de la ville, et les pôles économiques suivent cette tendance, au détriment du centre-ville.
Après une légère périclitation vers le début des années 1990, Saint-Jean-sur-Richelieu semble maintenant sur une nouvelle voie de prospérité, attirant chaque année davantage de jeunes familles et d'industries. Le secteur touristique y est aussi bien développé grâce à l'International de montgolfières, le plus important événement du genre au Canada.
L'actuelle municipalité est issue de la fusion, en 2001, des villes de Saint-Jean-sur-Richelieu, d'Iberville et de Saint-Luc, de la municipalité de L'Acadie et de la paroisse de Saint-Athanase.

### Chronologie johannaise
- 1609 : Champlain remonte le Richelieu[4].
- 1666 : le premier Fort Saint-Jean est construit par le Régiment de Carignan-Salières[4].
- 1710 : les terres où se trouve aujourd'hui la ville sont concédées au Baron de Longueuil[4].
- 1747 : la route qui relie Saint-Jean à La Prairie est construite[4].
- 1748 : le Fort Saint-Jean est reconstruit[4].
- 1760 : le Fort Saint-Jean est déserté et brûlé durant la nuit du 29 au 30 août[4].
- 1764 : Gabriel Christie et Moses Hazen achètent la partie de la Baronnie de Longueuil adjacente à la rive ouest du Richelieu ainsi que la seigneurie de Bleury[4].
- 1775 : lors d'une bataille s'étant déroulée sur le site de l'actuel club de golf de Saint-Jean, le général américain Montgomery est repoussé par le capitaine De Lorimier[4].
- 1775 : 3 novembre. Capitulation du Fort Saint-Jean face aux troupes américaines après 45 jours de siège[4].
- 1776 : construction du blockhaus d'Iberville. Il servait à protéger le Fort Saint-Jean[7].
- 1797 : un traversier relie les deux rives du Richelieu entre Saint-Jean et Iberville[4].
- 1814 : construction, à Saint-Luc, des casernes de Blairfindie[7].
- 1816 : construction de l'église St. James[4].
- 1826 : construction du premier pont entre Saint-Jean et Iberville, le pont Jones[4].
- 1832 : Félix-Gabriel Marchand, premier ministre du Québec de 1897 à 1900, naît à Saint-Jean[4].
- 1836 : inauguration du premier chemin de fer canadien, qui relie le Richelieu au Saint-Laurent entre Saint-Jean et La Prairie[4].
- 1839 : construction des bâtiments actuels du Fort Saint-Jean, situés autour de l'ancienne place d'Armes[7].
- 1843 : ouverture du Canal de Chambly, entre Saint-Jean et Chambly[4].
- 1845 : création de la municipalité de paroisse de Saint-Jean-l'Évangéliste[4].
- 1848 : création de la municipalité du village de Saint-Jean[4].
- 1850 : fondation de l'académie de Saint-Jean, qui deviendra le Cégep Saint-Jean-sur-Richelieu en 1968[4].
- 1856 : la municipalité du village de Saint-Jean reçoit son statut de Ville[4].
- 1858 : construction de l'édifice de la place du Marché[4].
- 1860 : fondation du journal «Le Franco Canadien», par Charles Laberge, Félix-Gabriel Marchand et Isaac Bourguignon. Ce périodique fusionnera avec le Canada Français en 1895[4].
- 1868 : les Sœurs Grises fondent ce qui deviendra le premier hôpital de Saint-Jean[4].
- 1872 : le premier aqueduc de la ville est construit[4].
- 1873 : fondation de la banque de Saint-Jean, qui fermera en 1908[4].
- 1876 : un grand incendie détruit la rue Richelieu et le côté est de la rue Champlain au centre-ville[4].
- 1887 : la Bell Telephone Company s'établit à Saint-Jean et y instaure le premier service téléphonique[4].
- 1911 : fondation du Collège de Saint-Jean (précurseur du Séminaire de Saint-Jean puis du Cégep)[8].
- 1916 : inauguration du pont Gouin, en remplacement du pont Jones[4].
- 1916 : la Ville de Saint-Jean obtient son statut de Cité[4].
- 1922 : fondation de l'école d'infirmières de Saint-Jean[4].
- 1933 : érection du diocèse de Saint-Jean-de-Québec, dont Saint-Jean devient le siège[4].
- 1952 : fondation du Collège militaire royal de Saint-Jean[4].
- 1959 : création de la bibliothèque municipale[4].
- 1966 : inauguration du pont Félix-Gabriel-Marchand[4].
- 1968 : création du Cégep Saint-Jean-sur-Richelieu[4].
- 1970 : la Cité de Saint-Jean et la municipalité de paroisse de Saint-Jean-l'Évangéliste fusionnent pour former la Ville de Saint-Jean, qui devient Saint-Jean-sur-Richelieu en 1978[4].
- 1984 : création du Festival de montgolfières du Haut-Richelieu, devenu en 2001 l'International de montgolfières de Saint-Jean-sur-Richelieu. Ce festival attire pas moins de 300 000 personnes chaque année et fait rayonner la ville à travers le monde[9].
- Janvier 1998 : Saint-Jean-sur-Richelieu, située au cœur du « triangle noir », vit de plein fouet la tempête de verglas qui frappe le Nord-Est de l'Amérique du Nord.
- 2001 : fusion des villes de Saint-Jean-sur-Richelieu, Saint-Luc et Iberville, de la municipalité de L'Acadie et de la paroisse de Saint-Athanase.
- Mai 2011 : la ville subit les effets des inondations du bassin du lac Champlain et de la rivière Richelieu[10].
- Octobre 2014 : un sympathisant de l'État Islamique Martin «Ahmad» Rouleau renverse deux militaires dans un stationnement, en tuant un. Il est abattu quelques minutes plus tard par la police municipale[11]. Cet évènement s'est produit deux jours avant une fusillade survenue au parlement d'Ottawa.
- 2016 : la ville célèbre son 350e anniversaire. Plusieurs activités sont organisées pour l'occasion[12].

## Géographie

### Géographie physique
La ville de Saint-Jean-sur-Richelieu, comme son nom l'indique, est située sur le cours supérieur du Richelieu, à 36 kilomètres de sa source, le lac Champlain, aux États-Unis, et à 88 kilomètres de son embouchure, le lac Saint-Pierre, à Sorel-Tracy. Elle est située en plein cœur de la plaine montérégienne, caractérisée par les vallées des rivières Richelieu et Yamaska et la présence des collines montérégiennes L'altitude varie de 27 mètres en bordure de la rivière Richelieu, dans le sud de la municipalité, à 55 mètres près des Grandes-Terrasses, dans le secteur du chemin du Petit-Bernier, dans le secteur de L'Acadie

#### Hydrographie
La rivière Richelieu traverse l'est de la municipalité du sud au nord.
La rivière L'Acadie, un affluent de la rivière Richelieu, en traverse l'ouest du sud au nord.
La Rivière des Iroquois
Le Canal de Chambly longe l'ouest de l'Île Sainte-Thérèse située dans le nord-est de la ville.

#### Climat
| Mois                                | jan.  | fév.  | mars  | avril | mai   | juin  | jui.  | août  | sep.  | oct.  | nov.  | déc.  | année   |
| ----------------------------------- | ----- | ----- | ----- | ----- | ----- | ----- | ----- | ----- | ----- | ----- | ----- | ----- | ------- |
| Température minimale moyenne (°C)   | −14,5 | −13,2 | −6,8  | 0,9   | 7,5   | 12,7  | 15,4  | 14,3  | 9,7   | 3,9   | −2    | −10,1 | 1,5     |
| Température moyenne (°C)            | −9,8  | −8,4  | −2,2  | 5,8   | 13,2  | 18,3  | 20,8  | 19,6  | 14,7  | 8,3   | 1,6   | −5,9  | 6,3     |
| Température maximale moyenne (°C)   | −5,1  | −3,6  | 2,3   | 10,7  | 18,8  | 23,8  | 26,2  | 24,9  | 19,7  | 12,6  | 5,2   | −1,7  | 11,2    |
| Record de froid (°C)                | −39   | −40   | −33   | −14,5 | −4,4  | 0,5   | 2,5   | 2     | −4,5  | −7    | −21,1 | −32,5 | −40     |
| Record de chaleur (°C)              | 15,5  | 15,5  | 23,3  | 29    | 32,2  | 34,5  | 34    | 34,5  | 32    | 28    | 21,1  | 17    | 34,5    |
| Ensoleillement (h)                  | 76,5  | 107,1 | 136,7 | 183,1 | 233,4 | 243,7 | 261,8 | 227,9 | 145,9 | 123,8 | 64,8  | 42,4  | 1 847,1 |
| Précipitations (mm)                 | 82,2  | 67,6  | 80,2  | 88,4  | 92,4  | 91,5  | 110,2 | 102,5 | 100,5 | 91,7  | 99,6  | 82,4  | 1 094,3 |
| dont pluie (mm)                     | 31,9  | 23,5  | 47,9  | 78,5  | 92,4  | 91,5  | 110,2 | 102,5 | 100,5 | 90,5  | 82,4  | 40,6  | 892,4   |
| dont neige (cm)                     | 50,4  | 44,1  | 32,3  | 9,9   | 0     | 0     | 0     | 0     | 0     | 1,3   | 17,3  | 46,8  | 202     |
| Nombre de jours avec précipitations | 4,3   | 3,9   | 7,5   | 11,8  | 13,8  | 13    | 13    | 13    | 12,8  | 12,7  | 12,7  | 6,3   | 124,8   |
| Nombre de jours avec neige          | 12,5  | 9,9   | 6,9   | 1,9   | 0     | 0     | 0     | 0     | 0     | 0,3   | 3,7   | 11    | 46,2    |

### Environnement et politiques

#### Politique de l'arbre
Dans la foulée des actions entreprises ces dernières années en matière environnementale, la ville de Saint-Jean-sur-Richelieu s'apprête à adopter une politique de l'arbre. 
À cet effet, la municipalité propose un document dont la première partie trace le chemin parcouru depuis les premières réflexions d'une approche de développement durable dans la gestion municipale. À partir de diverses études, elle présente le portrait des forêts actuelles puis en dresse un bilan.
La politique présente également l'état des connaissances des services écologiques rendus par les écosystèmes naturels afin de bien saisir la valeur et l'importance du rôle des arbres et de ces écosystèmes dans le maintien des activités humaines en milieu urbain.
En deuxième partie du document, formant l'essence de la politique, quatre grandes orientations sont dégagées à partir des enjeux généraux référant aux principes environnementaux, sociaux et économiques du développement durable.
Enfin, la politique comprend un plan d'action proposant diverses interventions spécifiques pour mettre en œuvre les orientations énoncées.

#### Politique environnementale
La ville de Saint-Jean-sur-Richelieu s'est dotée en mai 2008 de sa toute première politique environnementale. Celle-ci a été le fruit d'analyses par un comité consultatif en environnement ad hoc et d'un processus de consultation du milieu, ces étapes ayant été menées sous la responsabilité d'un organisme œuvrant dans le domaine environnemental.

#### Plan d'action pour l'environnement
À la suite de l'adoption de la politique environnementale de la ville de Saint-Jean-sur-Richelieu, un plan d'action a vu le jour afin de traduire les principes directeurs présentés dans la politique en interventions concrètes.
L'élaboration du plan d'action a ainsi permis d'identifier une centaine d'interventions spécifiques à poser s'articulant autour de sept grands thèmes devenant autant de priorités d'action municipale : les milieux naturels, la gestion environnementale, l'eau, l'air et les changements climatiques, l'efficacité énergétique, les nuisances, la gestion des matières résiduelles.

#### Plan de conservation des milieux naturels
Le tout premier plan de conservation des milieux naturels de la ville de Saint-Jean-sur-Richelieu vise à établir un équilibre entre le développement et la préservation des milieux naturels.
Le plan contribuera à protéger plus de 31 millions de pieds carrés de milieux naturels en zone blanche. De cette superficie, près de 13 millions de pieds carrés seront acquis par la municipalité à des fins de conservation alors que les espaces résiduels seront protégés par une réglementation restrictive.
Élaboré en conformité avec les exigences du ministère du Développement durable, de l'Environnement, de la Faune et des Parcs (MDDEFP), le plan protégera plus de 70 % des milieux humides en zone blanche ainsi que différents habitats d'intérêt écologique présents sur le territoire.
S'inscrivant dans la démarche environnementale entreprise par la ville depuis le dépôt de la planification stratégique en 2004, le plan de conservation constitue un important jalon du plan d'action de la politique environnementale municipale adoptée en 2008.

#### Réduction des émissions de gaz à effet de serre
En 2011, la ville publie un plan d'action visant à réduire ses émissions de gaz à effet de serre,. Ce plan vise à réduire les émissions liées aux opérations de la municipalité, à la gestion des matières résiduelles, et au transport sur son territoire de 6% à 15% en 2020 par rapport à 2008. Il comprend des actions déjà mises en place depuis 2008, telles que la valorisation du méthane produit par un site d'enfouissement, et d'autres qui doivent être mises en œuvre, comme l'amélioration de l'efficacité énergétique des bâtiments municipaux et la sensibilisation de la collectivité à l'écoconduite.
En 2019, la ville appuie la Déclaration citoyenne universelle d'urgence climatique. Puis en 2021, elle rejoint la campagne « Objectif zéro C40 » et s'engage à atteindre la neutralité carbone en 2050. Cet engagement inclut un objectif intermédiaire de réduction de 45% des gaz à effet de serre émis sur le territoire de la ville en 2030 par rapport à 2019.

#### Stratégie de développement durable 2030
Saint-Jean-sur-Richelieu adopte une stratégie de développement durable en août 2021 à la suite d'un processus consultatif,. Cette stratégie inclut les écosystèmes naturels, le système alimentaire, l'économie, les transports et l'aménagement du territoire. La ville reçoit le prix Avenir Climat de l'Union des Municipalités du Québec en 2022 pour le processus consultatif qu'elle a mis en place afin d'élaborer la stratégie.

#### Plan d'adaptation aux changements climatiques
En novembre 2022, la ville annonce un nouveau processus consultatif pour définir un plan d'adaptation aux changements climatiques. La consultation de la population se poursuit en 2024.

## Démographie
Source des données de 1891 à 2016:

Recensement du Canada, Statistique Canada

Source des données de 2017 à 2018:

Institut de la statistique du Québec
| 1891   | 1901  | 1911   | 1921   | 1931   | 1941   | 1951   |
| ------ | ----- | ------ | ------ | ------ | ------ | ------ |
| 10 704 | 8 811 | 10 860 | 13 107 | 17 151 | 20 460 | 30 409 |

| 1956   | 1961   | 1966   | 1971   | 1976   | 1981   | 1986   |
| ------ | ------ | ------ | ------ | ------ | ------ | ------ |
| 37 040 | 43 055 | 47 122 | 51 598 | 51 682 | 59 386 | 64 407 |

| 1991   | 1996   | 2001   | 2006   | 2011   | 2016   | 2021   |
| ------ | ------ | ------ | ------ | ------ | ------ | ------ |
| 73 452 | 76 461 | 79 600 | 87 492 | 92 394 | 95 114 | 97 873 |

## Administration
Les élections municipales se font en bloc et suivant un découpage de douze districts.
| Saint-Jean-sur-Richelieu Maires depuis 2002                                                                          |                 | |          |
| Élection | Maire           | Qualité | Résultat |
| 2002 | Gilles Dolbec   | Maire de Saint-Luc (1983-2001) Maire du conseil provisoire de la nouvelle ville de Saint-Jean-sur-Richelieu (2001-2002) Conseiller municipal de Saint-Luc (1978-1983) | Voir     |
| 2005 | Gilles Dolbec   | Maire de Saint-Luc (1983-2001) Maire du conseil provisoire de la nouvelle ville de Saint-Jean-sur-Richelieu (2001-2002) Conseiller municipal de Saint-Luc (1978-1983) | Voir     |
| 2009 | Gilles Dolbec   | Maire de Saint-Luc (1983-2001) Maire du conseil provisoire de la nouvelle ville de Saint-Jean-sur-Richelieu (2001-2002) Conseiller municipal de Saint-Luc (1978-1983) | Voir     |
| 2013 | Michel Fecteau  | | Voir     |
| 2017 | Alain Laplante  | | Voir     |
| 2021 | Andrée Bouchard | | Voir     |
| Élection partielle en italique Depuis 2005, les élections sont simultanées dans toutes les municipalités québécoises |                 | |          |

## Transports

### Réseau routier
La ville de Saint-Jean-sur-Richelieu est située à la confluence de nombreuses voies routières, autoroutières et ferroviaires.
L'autoroute 35 constitue la pierre angulaire de réseau routier de Saint-Jean-sur-Richelieu. Elle possède 6 échangeurs menant vers la ville, soit les sorties 39 (route 104, ancienne sortie 3), 42 (route 133, ancienne sortie 6), 43 (route 223, 45 (route 219, rue Pierre-Caisse), 47 (route 104, boulevard Saint-Luc) et 50 (Chemin Saint-André). Une fois complétée en 2017, elle connectera directement Saint-jean au Vermont, aux États-Unis, et à Montréal et à l'autoroute des Cantons-de-l'est. La route 104, le boulevard Saint-Luc, est situé dans l'ancienne ville de Saint-Luc, desservant le quartier sous un boulevard urbain à 4 voies séparées excepté un petit tronçon près de l'église. Elle se poursuit vers l'ouest vers La Prairie. De plus, la 104 forme un multiplex avec la 35 entre les sorties 47 et 39, puis se continue vers l'est vers Mont-Saint-Grégoire. La route 223, le boulevard du Séminaire, est la principale artère commerciale de Saint-Jean, traversant la ville du nord au sud, suivant la rive ouest de la rivière Richelieu. La route 219, quant à elle, quitte la ville par le sud-ouest vers Napierville, alors qu'elle est la suite de la rue Pierre-Caisse, ainsi que le chemin Grand-Bernier. De plus, la route 133 est le chemin des Patriotes, étant située au nord d'Iberville, vers Chambly en suivant la rive est de la rivière Richelieu. Elle quitte la ville par le sud vers Henryville et la frontière Canado-Américaine, et est une route extrêmement empruntée, car elle est le seul lien entre Saint-Jean et les États-Unis.

#### Liste
- Autoroute 10 (Autoroute des Cantons-de-l'Est)
- Autoroute 35 (Autoroute de la Vallée-des-Forts)
- Boulevard Saint-Luc /  Route 104
- Chemin des Patriotes Est /  Route 133
- Rue Jean-Talon, Boulevard du Séminaire, Rue Jacques-Cartier /  Route 223
- Rue des Carrières, Chemin du Grand-Bernier, Rue Pierre-Caisse /  Route 219

#### Autres voies d'importance
- 1re Rue
- Boulevard d'Iberville
- Boulevard Gouin
- Boulevard Industriel
- Boulevard Saint-Joseph
- Rue Champlain
- Rue Moreau
- Rue Richelieu
- Rue Saint-Jacques

### Chemins de fer
La ville se situe également au point de convergence de trois compagnies ferroviaires de compétence fédérale :
- CP (Compagnie de chemin de fer Canadien Pacifique)
- CN (Compagnie des chemins de fer nationaux du Canada - Canadien National)
- CMQ (Centre du Maine & Québec - Anciennement MMA). Chemin de fer ayant été acquis par le Canadien Pacifique en 2020.

### Transport en commun
Saint-Jean-sur-Richelieu dispose d'un réseau d'autobus dirigé par le gouvernement local composé de 6 lignes qui relient les divers quartiers de la ville avec le centre et d'autres destinations principales et assure aussi un service régulier entre le centre-ville et le Terminus Centre-ville de Montréal (jusqu'à 24 trajets par heure aux heures de pointe) composée de quatre lignes: 96A, 96E, 96L, et 96S. Un service de taxi collectif est aussi offert pour couvrir les zones les plus reculées de la ville.

## Vie militaire

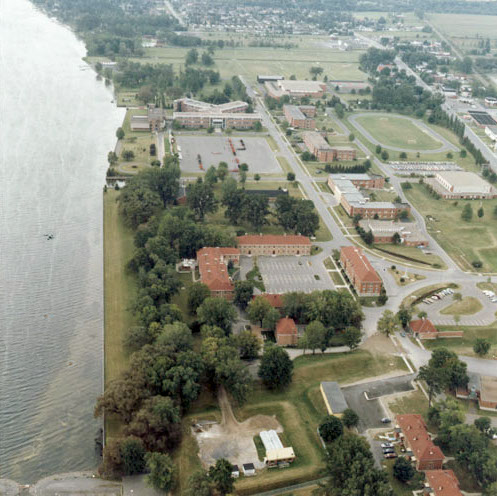
Vue aérienne du Collège militaire royal de Saint-Jean
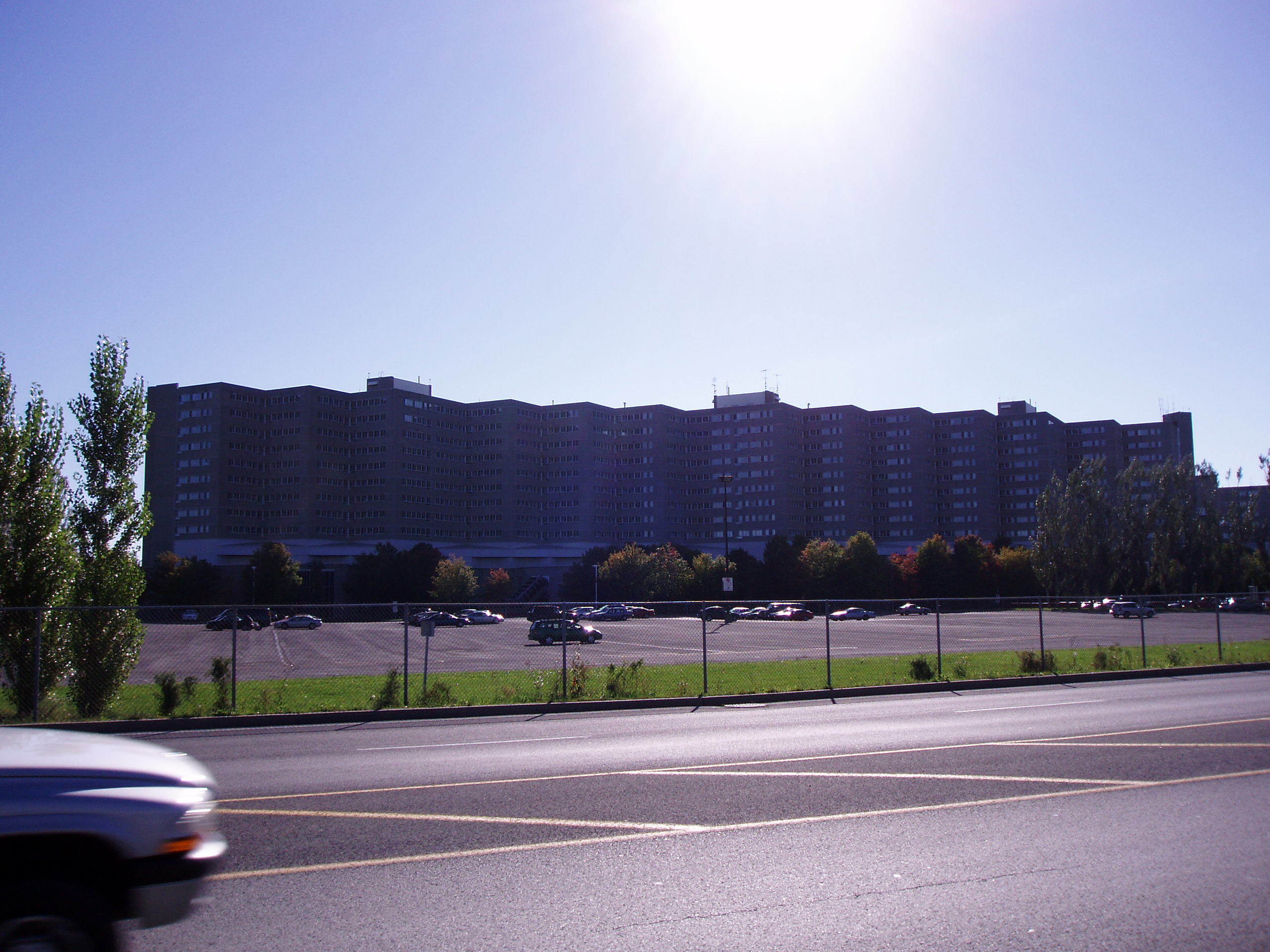
Édifice Général Jean V. Allard de la Garnison Saint-Jean, communément appelé «La Méga»
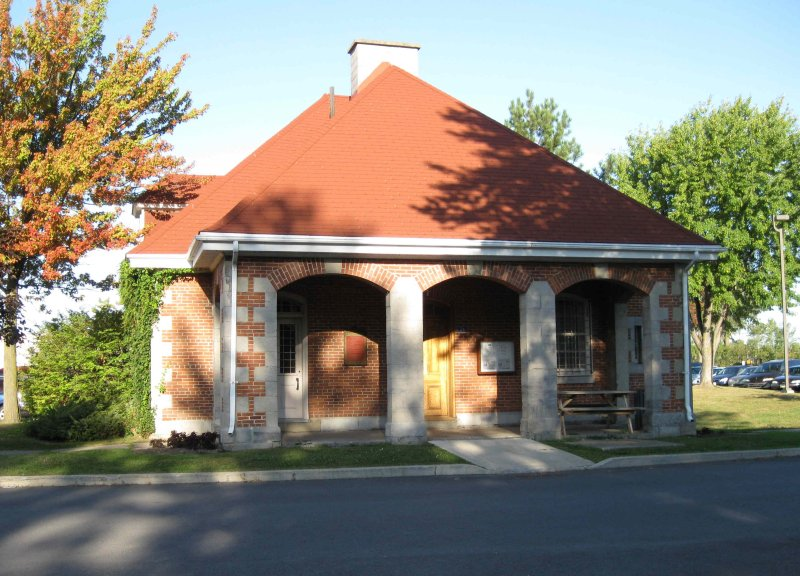
Édifice du corps de garde, Collège militaire royal de Saint-Jean
Drapeau du Collège militaire royal de Saint-Jean

Saint-Jean-sur-Richelieu porte maintenant le titre de « ville-garnison » pour souligner la présence de la Garnison de Saint-Jean des Forces Canadiennes et du Campus Fort Saint-Jean qui abrite le Collège militaire royal de Saint-Jean.
La Garnison de Saint-Jean est sous le commandement du 5e Groupe de soutien de Secteur (5e GSS). La Garnison abrite dans ses murs l'École de leadership et des recrues des Forces canadiennes (ÉLRFC), l'École des langues des Forces canadiennes (ÉLFC) et le Service centralisé des standardistes nationales (SCSN). On y retrouve aussi la 41e Compagnie des services de santé des Forces canadiennes de Saint-Jean. Ailleurs dans la ville de Saint-Jean se trouvent les Quartiers-généraux du 2e Groupe de Patrouilles des Rangers du Canada (2e GPRC) ainsi que l'Unité Régionale de Soutien aux Cadets (logée chez Rheinmetal Canada).
C'est en 2005 que le maire de Saint-Jean, Gilles Dolbec, accepta, sur les recommandations du Lieutenant-Colonel Guy Lang, Coordonnateur de la Garnison Saint-Jean, l'appellation Saint-Jean, Ville-Garnison. À partir de ce moment, une étroite collaboration s'installa entre les militaires et leur ville d'accueil.

## Vie sportive
Saint-Jean-sur-Richelieu a accueilli les Jeux du Québec durant l'été 1989.
La municipalité de l'Acadie (fusionnée à Saint-Jean-Sur-Richelieu) a aussi été l'hôte des compétitions de tir des Jeux olympiques de Montréal en 1976.
Le hockey a aussi été présent à St-Jean. Il y a eu les Castors de St-Jean-Sur-Richelieu qui évoluait dans la Ligue de Hockey Junior Majeur du Québec (LHJMQ) de 1982 jusqu'en 1989, l'année ou l'équipe changea de nom pour les Lynx de St-Jean-Sur-Richelieu jusqu'en 1995 avant de déménager À Rimouski pour devenir l'Océanic. José Théodore a été l'un des gardiens des Lynx à leur dernière année avec Georges Laraque comme coéquipier. Plusieurs joueurs de la LNH ont évolué à St-Jean-Sur-Richelieu. Jason Doig, Patrick Lebeau...
Après le départ de la franchise vers Rimouski, la ville a accueilli les Chevaliers d'Iberville qui sont devenus les Chevaliers de St-Jean dans le Junior AAA de 1998 à 2002.
Après le départ des Chevaliers, c'était au tour du Mission de s'installer à St-Jean pour deux saisons dans la Ligue Nord Américaine de Hockey (LNAH).
Vient ensuite l'arrivée des Aigles de St-Jean dans la Ligue de Hockey Sénior Provinciale AA du Québec (LHSPAA) de 2004 à 2006.
En 2006, les Chiefs de Laval déménage et devienne les Summum Chiefs de St-Jean et remporteront tous sur leur passage avec Olivier Michaud comme gardien, qui lui aussi gagna le gardien de la saison lui qui a déjà évolué une période avec le tricolore. Les Chiefs resteront pendant deux saisons.
Joueurs qui ont évolué dans la LNH : Jeff Drouin-Deslauriers, Denis Gauthier...
La ville a aussi un magnifique stade de baseball au centre-ville. Le Stade Richard Lafontaine a vu de grands joueurs tels que Claude Raymond y évoluer. Il y a eu une filiale des Pirates de Pittsburgh de la ligue majeur de baseball (MLB). Le Stade Municipal de St-Jean-Sur-Richelieu a subi des modifications à la suite d'un incendie en 1964. Il y a eu plusieurs ligues de baseball qui ont fait leur passage aussi à St-Jean.
En 1947, les Braves de St-Jean font leur apparition au sein de la ligue provinciale jusqu'en 1951. Ils ont été champion en 1947 et en 1950.
En 1952, les Braves deviennent les Canadiens de St-Jean jusqu'en 1955.
En 1962 et 1963, il y a eu les Pirates de St-Jean dans la Ligue des Cantons de l'est.
Aujourd'hui, les Pirates de Saint-Jean-sur-Richelieu sont la grande organisation élite. On peut y retrouver du Moustique AA, du Pee-Wee AA et du Bantam AA. En 2015, nous retrouverons du baseball majeur avec Les Pirates Maçonnerie Pro-Conseil de St-Jean sur Richelieu dans  la Ligue de Baseball Majeur du Québec (LBMQ).
On peut trouver un stade de soccer intérieur où plusieurs jeunes se rencontrent quotidiennement.
L'organisation des Celtix existe depuis 1969.
Au football, les Géants du Cégep Saint-Jean-sur-Richelieu ont formé beaucoup de joueurs et ont remporté 10 bols d'or dans la catégorie AA.

## Vie religieuse

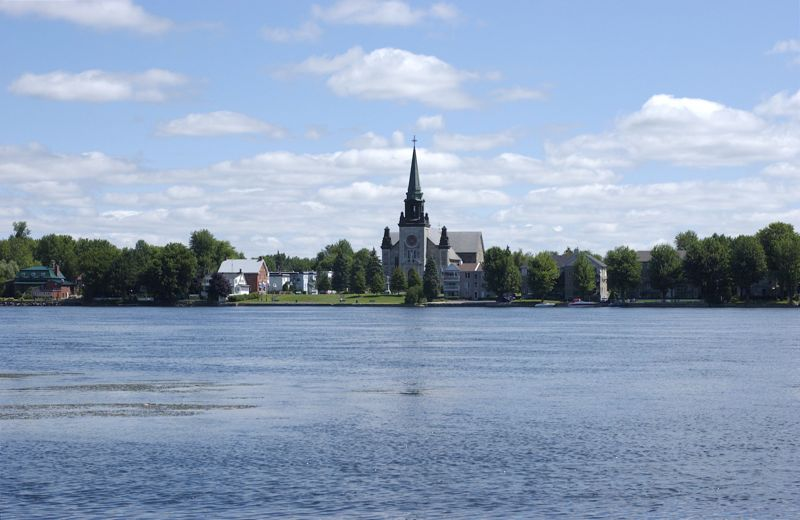
Église Saint-Athanase

La partie occidentale de la municipalité de Saint-Jean-sur-Richelieu (Saint-Jean, Saint-Luc, L'Acadie) appartient au diocèse Saint-Jean-Longueuil. La cathédrale Saint-Jean-l'Évangéliste se trouve sur la rue Longueuil, dans le centre-ville. Pour sa part, la section orientale de l'agglomération (Iberville et Saint-Athanase) se situe sur le territoire du diocèse de Saint-Hyacinthe.

## Vie culturelle

### Festivals et évènements

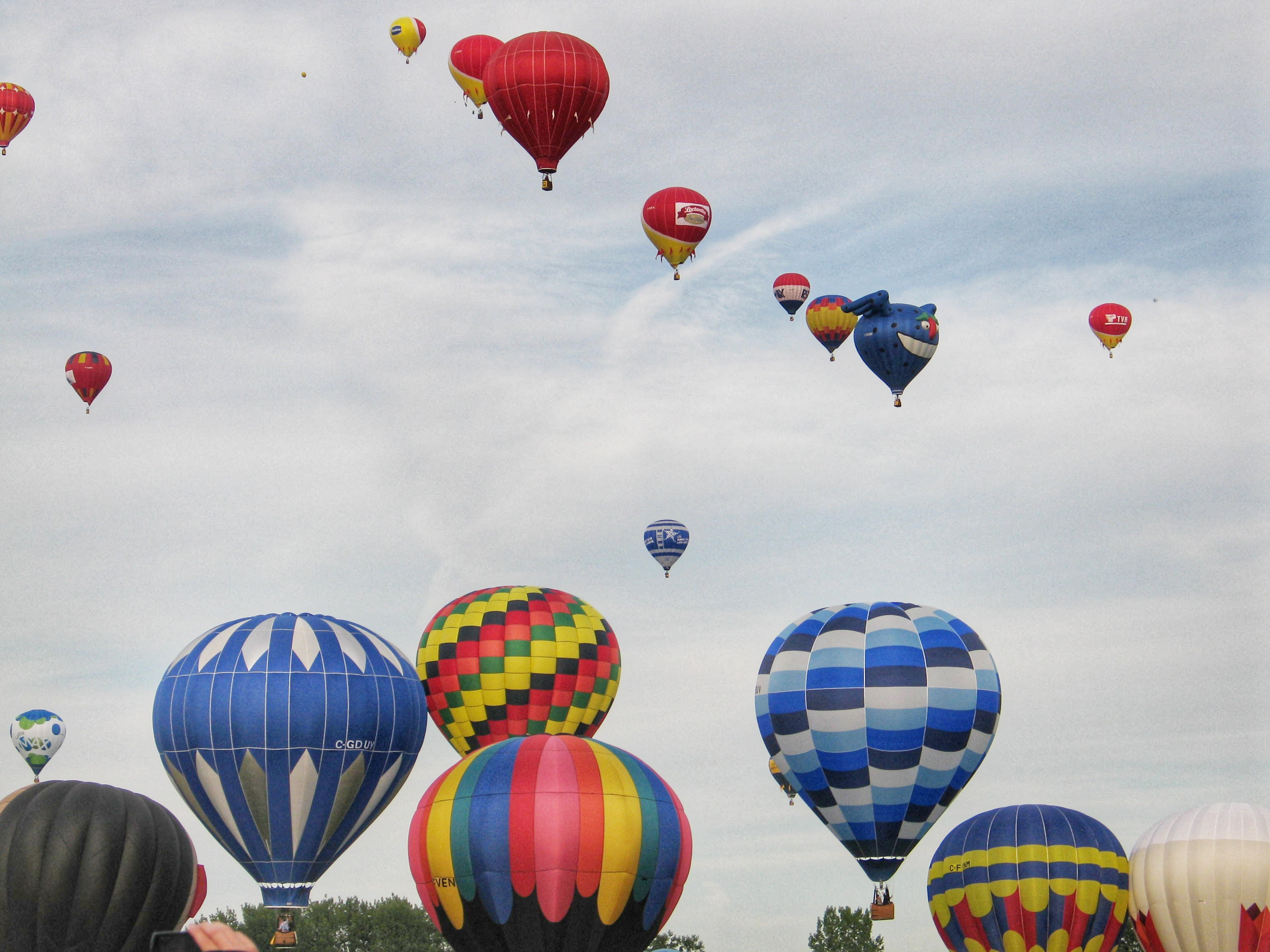
L'envolée des montgolfières à l'International de montgolfières de Saint-Jean-sur-Richelieu.

La ville accueille depuis 1984, l'International de montgolfières de Saint-Jean-sur-Richelieu, l'un des plus grands regroupements de montgolfières..
La ville est aussi le lieu d'un important rassemblement de sculpteurs et de peintres au Québec et au Canada, la Rencontre des Arts.

### Prix et distinctions
La soirée Ès Arts veut souligner la vitalité et l'excellence culturelle de la région, en mettant en valeur les réalisations des intervenants et en honorant les artisans qui y contribuent. De ce fait, de nombreux prix sont remis aux citoyens, par la municipalité, durant cette soirée.

### Institutions muséales

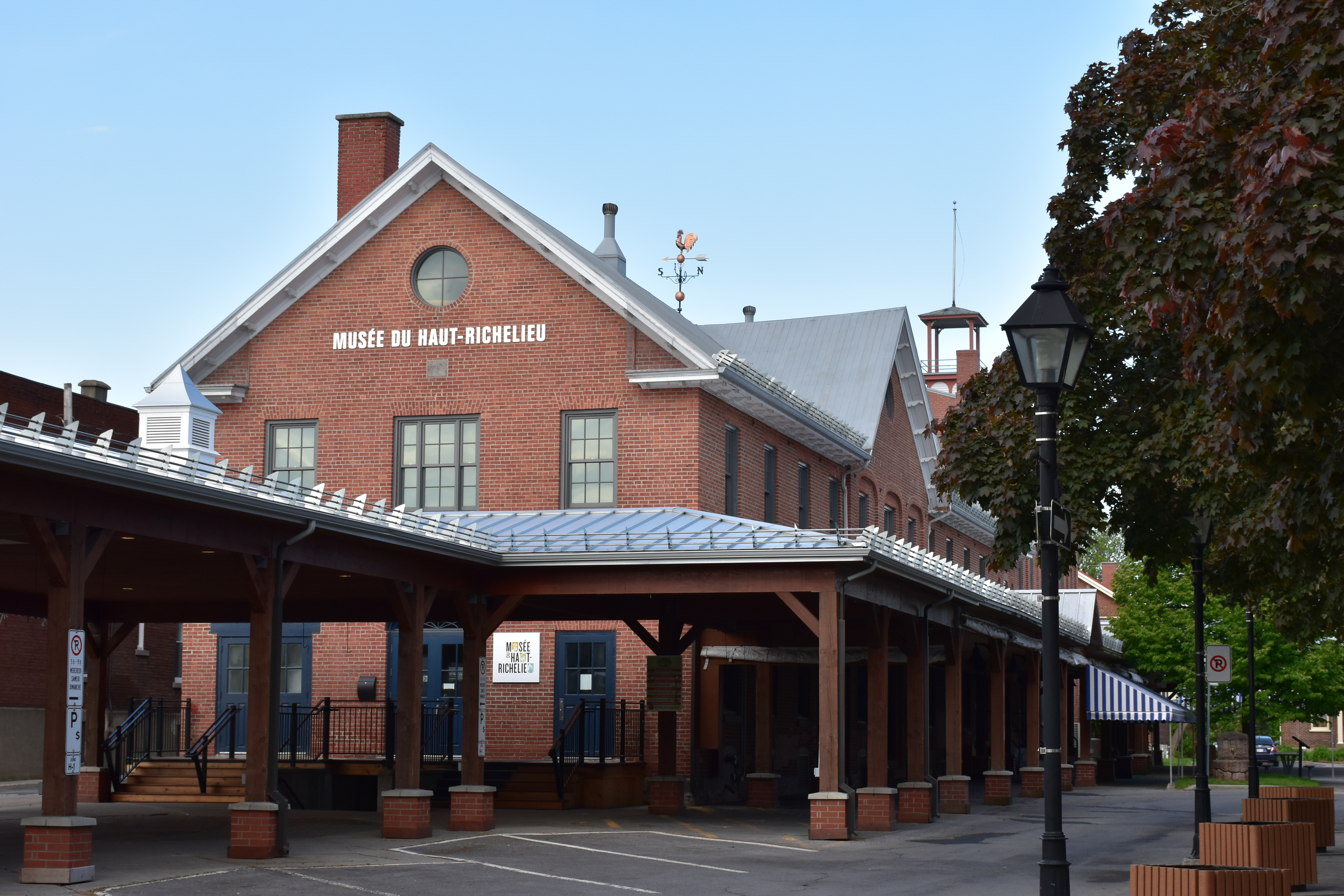
[https://museeduhaut-richelieu.com Musée du Haut-Richelieu

Deux musées sont situés sur le territoire de Saint-Jean-sur-Richelieu. En premier lieu, on y retrouve le musée du Haut-Richelieu, un musée qui contribue à la diffusion de l'histoire régionale et à la promotion de la céramique québécoise ancienne et contemporaine. On peut aussi visiter le musée du Fort Saint-Jean, un musée situé sur le site du Collège militaire de Saint-Jean et qui met en valeur l'histoire militaire de ce lieu historique national du Canada.

### Patrimoine bâti
Saint-Jean-sur-Richelieu possède une grande richesse patrimoniale : l'important patrimoine agricole des vieilles paroisses de Sainte-Marguerite-de-Blairfindie (L'Acadie), Saint-Luc et Saint-Athanase; les riches témoins de la grande histoire militaire et industrielle canadienne dans l'ancienne ville de Saint-Jean-sur-Richelieu; et, enfin, le patrimoine institutionnel, résidentiel bourgeois ou modeste du secteur Iberville, sont tous des témoins matériels de l'histoire des lieux. Les tableaux suivants présentent les principaux immeubles patrimoniaux de la ville ainsi que leur(s) statut(s) de protection ou de reconnaissance. Sont inclus tous les lieux reconnus et/ou cités par des organismes de reconnaissance du patrimoine, tous les bâtiments institutionnels ou publics d'intérêt, ainsi que tous les bâtiments résidentiels d'intérêt dont la construction remonterait au moins à 1840.

#### Biens patrimoniaux protégés (cités ou classés)
| Bien                                                                  | Photo | Année (constr./ évèn.) | Secteur                                               | Désignation(s)                                      | Type(s)               | Juridiction(s) | Année de dés. | Description |
| --------------------------------------------------------------------- | ----- | ---------------------- | ----------------------------------------------------- | --------------------------------------------------- | --------------------- | -------------- | ------------- | --- |
| Gare du Grand Tronc                                                   |       | 1890                   | Saint-Jean-sur-Richelieu 45° 18′ 10″ N, 73° 15′ 14″ O | LHNC                                                | Immeuble patrimonial  | Fédérale       | 1976          | Site du terminus de la première ligne de chemin de fer du Canada, en 1836. |
| Lieu historique national du Canada de la Bataille-du-6-Septembre 1775 |       | 1775                   | Saint-Jean-sur-Richelieu 45° 16′ 48″ N, 73° 15′ 24″ O | LHNC                                                | Monument commémoratif | Fédérale       | 1928          | Cairn et plaque commémorative près de l'endroit où, en 1775, s'est tenu un siège de 45 jours mené par les troupes américaines contre le fort Saint-Jean. |
| Fort Saint-Jean (Collège militaire royal)                             |       | 1666 1748 1775 1839    | Saint-Jean-sur-Richelieu 45° 17′ 56″ N, 73° 15′ 06″ O | LHNC                                                | Site patrimonial      | Fédérale       | 1923          | Site patrimonial aujourd'hui occupé par le Collège militaire royal de Saint-Jean. Plusieurs constructions observables, dont les casernes de 1839 autour de la place d'Armes et les remblais des fortifications de 1775. Voir l'article sur le fort Saint-Jean. |
| Ancien corps de garde du fort Saint-Jean                              |       | 1885                   | Saint-Jean-sur-Richelieu 45° 17′ 58″ N, 73° 15′ 09″ O | LHNC                                                | Immeuble patrimonial  | Fédérale       | 1989          | Ancien corps de garde du fort Saint-Jean. |
| Mess des sergents                                                     |       | 1839                   | Saint-Jean-sur-Richelieu 45° 17′ 58″ N, 73° 15′ 05″ O | LHNC                                                | Immeuble patrimonial  | Fédérale       | 1987          | Immeuble patrimonial sur le LHNC du fort Saint-Jean. |
| Mess des officiers                                                    |       | 1839                   | Saint-Jean-sur-Richelieu 45° 17′ 56″ N, 73° 15′ 04″ O | LHNC                                                | Immeuble patrimonial  | Fédérale       | 1987          | Immeuble patrimonial sur le LHNC du fort Saint-Jean. |
| Résidence des élèves-officiers (Caserne Montcalm)                     |       | 1839                   | Saint-Jean-sur-Richelieu 45° 17′ 57″ N, 73° 15′ 06″ O | LHNC                                                | Immeuble patrimonial  | Fédérale       | 1987          | Immeuble patrimonial sur le LHNC du fort Saint-Jean. |
| Édifice La Gallisonnière                                              |       | 1839                   | Saint-Jean-sur-Richelieu 45° 17′ 54″ N, 73° 15′ 06″ O | LHNC                                                | Immeuble patrimonial  | Fédérale       | 1987          | Immeuble patrimonial sur le LHNC du fort Saint-Jean. |
| Édifice de l'administration no 24                                     |       | 1937 à 1938            | Saint-Jean-sur-Richelieu 45° 17′ 56″ N, 73° 15′ 08″ O | LHNC                                                | Immeuble patrimonial  | Fédérale       | 1987          | Immeuble patrimonial sur le LHNC du fort Saint-Jean. |
| Gare du Canadien Pacifique                                            |       | 1887                   | Saint-Jean-sur-Richelieu 45° 18′ 33″ N, 73° 15′ 18″ O | LHNC                                                | Immeuble patrimonial  | Fédérale       | 1987          | L'une des deux gares patrimoniales pittoresques de la ville, témoin de l'essor ferroviaire. |
| Ancien bureau de poste                                                |       | 1907 à 1909            | Saint-Jean-sur-Richelieu 45° 18′ 22″ N, 73° 15′ 12″ O | Immeuble patrimonial cité                           | Immeuble patrimonial  | Provinciale    | 2010          | Immeuble important du quartier institutionnel du centre-ville. |
| Ancien édifice de la place du Marché                                  |       | 1858                   | Saint-Jean-sur-Richelieu 45° 18′ 19″ N, 73° 15′ 14″ O | Immeuble patrimonial cité                           | Immeuble patrimonial  | Provinciale    | 2010          | Centre civique historique de la communauté. L'un des rares bâtiments à avoir survécu à l'incendie du 18 juin 1876. |
| Place de la Pompe                                                     |       | 1876                   | Saint-Jean-sur-Richelieu 45° 18′ 19″ N, 73° 15′ 17″ O | Immeuble patrimonial cité                           | Immeuble patrimonial  | Provinciale    | 2010          | Première caserne de pompiers de la ville, construite à la suite de l'incendie destructeur du 18 juin 1876. |
| École de fabrique de Sainte-Marguerite-de-Blairfindie                 |       | 1831                   | L'Acadie 45° 18′ 54″ N, 73° 20′ 57″ O                 | Immeuble patrimonial classé avec aire de protection | Immeuble patrimonial  | Provinciale    | 1964          | Partie de l'ensemble institutionnel de Ste-Marguerite-de-Blairfindie. |
| Église de Sainte-Marguerite-de-Blairfindie                            |       | 1800 à 1801            | L'Acadie 45° 18′ 55″ N, 73° 20′ 55″ O                 | Immeuble patrimonial classé avec aire de protection | Immeuble patrimonial  | Provinciale    | 1957          | Partie de l'ensemble institutionnel de Ste-Marguerite-de-Blairfindie. |
| Ferme Joseph-Roy                                                      |       | 1805 à 1857            | L'Acadie 45° 17′ 57″ N, 73° 21′ 25″ O                 | Immeuble patrimonial classé avec aire de protection | Immeuble patrimonial  | Provinciale    | 1973          | Ensemble agricole rare constitué d'une maison (1805), d'une remise (1857) et d'une étable en pierre de deux étages (1851). |
| Four à pain Dupuis                                                    |       | 1800 et 1850 (entre)   | Saint-Luc 45° 21′ 41″ N, 73° 16′ 03″ O                | Immeuble patrimonial classé                         | Immeuble patrimonial  | Provinciale    | 1982          | Rare four à pain ancestral construit en pierre des champs. |
| Maison Bouthillier                                                    |       | 1841 et 1859 (entre)   | Saint-Jean-sur-Richelieu 45° 18′ 26″ N, 73° 15′ 13″ O | Immeuble patrimonial cité                           | Immeuble patrimonial  | Provinciale    | 2010          | Architecture néoclassique (éléments d'éclectisme). Résidence de nombreux maires. |
| Maison McGinnis                                                       |       | 1832 à 1841            | Saint-Jean-sur-Richelieu 45° 18′ 18″ N, 73° 15′ 13″ O | Immeuble patrimonial classé                         | Immeuble patrimonial  | Provinciale    | 2012          | Rare résidence bourgeoise en pierre du secteur. Associée à Richard McGinnis (agent seigneurial du baron de Longueuil) et Duncan MacDonald (ancien maire d'une famille industrieuse).                                                                           |
| Maison Pierre-Roy                                                     |       | 1828 (vers)            | Saint-Jean-sur-Richelieu 45° 15′ 29″ N, 73° 18′ 28″ O | Monument historique classé                          | Immeuble patrimonial  | Provinciale    | 1984          | Maison de pierre traditionnelle d'inspiration française, typique du secteur. |
| Manoir William-Plenderleath-Christie                                  |       | 1835 à 1841            | Iberville 45° 18′ 41″ N, 73° 14′ 45″ O                | Immeuble patrimonial classé                         | Immeuble patrimonial  | Provinciale    | 1982          | Manoir de la seigneurie de Bleury, sur le site du patrimoine de Saint-Jean-sur-Richelieu. |
| Presbytère de Sainte-Marguerite-de-Blairfindie                        |       | 1821                   | L'Acadie 45° 18′ 54″ N, 73° 20′ 57″ O                 | Immeuble patrimonial classé avec aire de protection | Immeuble patrimonial  | Provinciale    | 1964          | Imposante résidence d'inspiration néoclassique, part de l'ensemble institutionnel de Ste-Marguerite-de-Blairfindie. |
| Casernes de Blairfindie                                               |       | 1814                   | Saint-Luc 45° 23′ 00″ N, 73° 22′ 17″ O                | Site patrimonial classé                             | Site archéologique    | Provinciale    | 1980          | Ruines et artefacts d'un poste militaire construit pendant la guerre anglo-américaine de 1812 |
| Site du patrimoine de Saint-Jean-sur-Richelieu                        |       |                        | Iberville 45° 18′ 45″ N, 73° 14′ 35″ O                | Site patrimonial cité                               | Site patrimonial      | Provinciale    | 1994          | Ensemble seigneurial comprenant un manoir, une église, un presbytère et un cimetière |
| Église Trinity                                                        |       | 1841                   | Iberville 45° 18′ 45″ N, 73° 14′ 35″ O                | Immeuble situé sur un site patrimonial cité         | Immeuble patrimonial  | Provinciale    | 1994          | Église seigneuriale anglicane située sur le site du patrimoine de Saint-Jean-sur-Richelieu |
| Epiphany House                                                        |       | 1841                   | Iberville 45° 18′ 45″ N, 73° 14′ 35″ O                | Immeuble situé sur un site patrimonial cité         | Immeuble patrimonial  | Provinciale    | 1994          | Presbytère anglican situé sur le site du patrimoine de Saint-Jean-sur-Richelieu |
| Cimetière de l'église Trinity                                         |       |                        | Iberville 45° 18′ 45″ N, 73° 14′ 35″ O                | Bien situé sur un site patrimonial cité             | Site patrimonial      | Provinciale    | 1994          | Cimetière anglican situé sur le site du patrimoine de Saint-Jean-sur-Richelieu |

## Personnalités johannaises
- Art Alexandre, joueur de hockey des Canadiens de Montréal (LNH)
- Edward Antill, soldat américain connu pour ses actions lors de l'invasion du Québec en 1775-1776
- Les Appendices, humoristes
- Théodore Bédard (1791-1854), patriote franco-canadien
- Diane Boudreau, écrivaine
- Alexandre Boulerice, député fédéral canadien
- Gerry Boulet, auteur-compositeur-interprète et chanteur pour le groupe québécois Offenbach
- Isabelle Brasseur, championne du monde de patinage artistique en couple (1993), double médaillée olympique (1992, 1994)
- Éric Bruneau, comédien
- David Cadieux, champion du Canada de boxe, catégorie poids lourds
- Capitaine Révolte, groupe de musique formé à Saint-Jean-sur-Richelieu en 1998
- David Choinière (en), footballer pour le club Forge Football Club d'Hamilton en Ontario (CanPL)
- Mathieu Choinière, footballeur pour le CF Montréal (MLS)
- Stéphane Crête, comédien
- Jeff Drouin-Deslauriers, gardien de but, ancien Ducks d'Anaheim (LNH)
- Denis Gauthier, défenseur au hockey ayant joué pour les Flames de Calgary, les Coyotes de l'Arizona, les Flyers de Philadelphie, et les Kings de Los Angeles (LNH)
- Marc Gélinas, joueur de baseball professionnel, prospect des Pirates de Pittsburgh (LMB), directeur exécutif du département d'athlétisme et loisirs de l'Université McGill
- Bernard Geoffrion, joueur de hockey professionnel des Canadiens de Montréal (LNH), reconnu pour avoir popularisé le lancer frappé
- Olivier Gervais-Courchesne, comédien
- Claude Giroux (en), lutteur
- Hélène Harbec, écrivaine
- Israël Landry, instituteur, musicien, marchand de musique, rédacteur en chef, éditeur et consul
- Rina Lasnier, écrivaine
- Pierre Légaré, humoriste
- Jean Lemieux, médecin, romancier et nouvelliste
- Antoine L'Estage, pilote de rallye québécois
- Didier Lucien, acteur québécois d'origine haïtienne
- Félix-Gabriel Marchand, journaliste, officier supérieur de la milice canadienne, écrivain, notaire et homme politique québécois. Il est le 11e premier ministre du Québec (1897–1900).
- Joséphine Marchand, femme de lettres et journaliste
- Johanne Martel-Pelletier, pharmacologue, neé à Saint-Jean-sur-Richelieu en 1952
- Philippe Ménard, chef d'orchestre
- Claudine Mercier, imitatrice et humoriste
- Jean-François Mercier, humoriste, auteur, et comédien
- Kevin Owens, catcheur professionnel
- Jean-Marc Parent, humoriste
- Danny Plourde, poète, romancier et professeur québécois
- Jean-François Quintin, joueur de hockey des Sharks de San José (LNH)
- Claude Raymond, lanceur baseball professionnel MLB
- Nathalie Richard, copilote de rallye québécois
- Aurélie Rivard, athlète en natation paralympique
- Alain Rochat, footballeur suisse
- Joey Scarpellino, comédien
- Subb, groupe de ska punk canadien formé à Saint-Jean-sur-Richelieu en 1992
- Valérie Tétreault, joueuse de tennis professionnelle
- Pierre Tougas, peintre aquarelliste
- Marie Turgeon, comédienne
- Denis Tremblay, photographe
- Martin Vachon, comédien et humoriste
- La famille Villeneuve, pilotes automobile:
  - Gilles Villeneuve, pilote de Formule 1, frère de Jacques Sr. (né à Berthierville) et père de Jacques Villeneuve
  - Jacques Villeneuve, champion des 500 Miles d'Indianapolis et du championnat CART en 1995, champion du monde de formule 1 en 1997, pilote Nascar
- Mike Ward, humoriste
- Roger Larue, comédien professionnel
- Patrice Désilets, concepteur de jeux vidéos
- Benjamin JA Simard, officier de la logistique Canadien

## Galerie de photos

Monument Félix-Gabriel-Marchand, murale rappelant l'expédition de Champlain de 1609, et en arrière-plan à droite, la cathédrale Saint-Jean-l'Évangéliste.

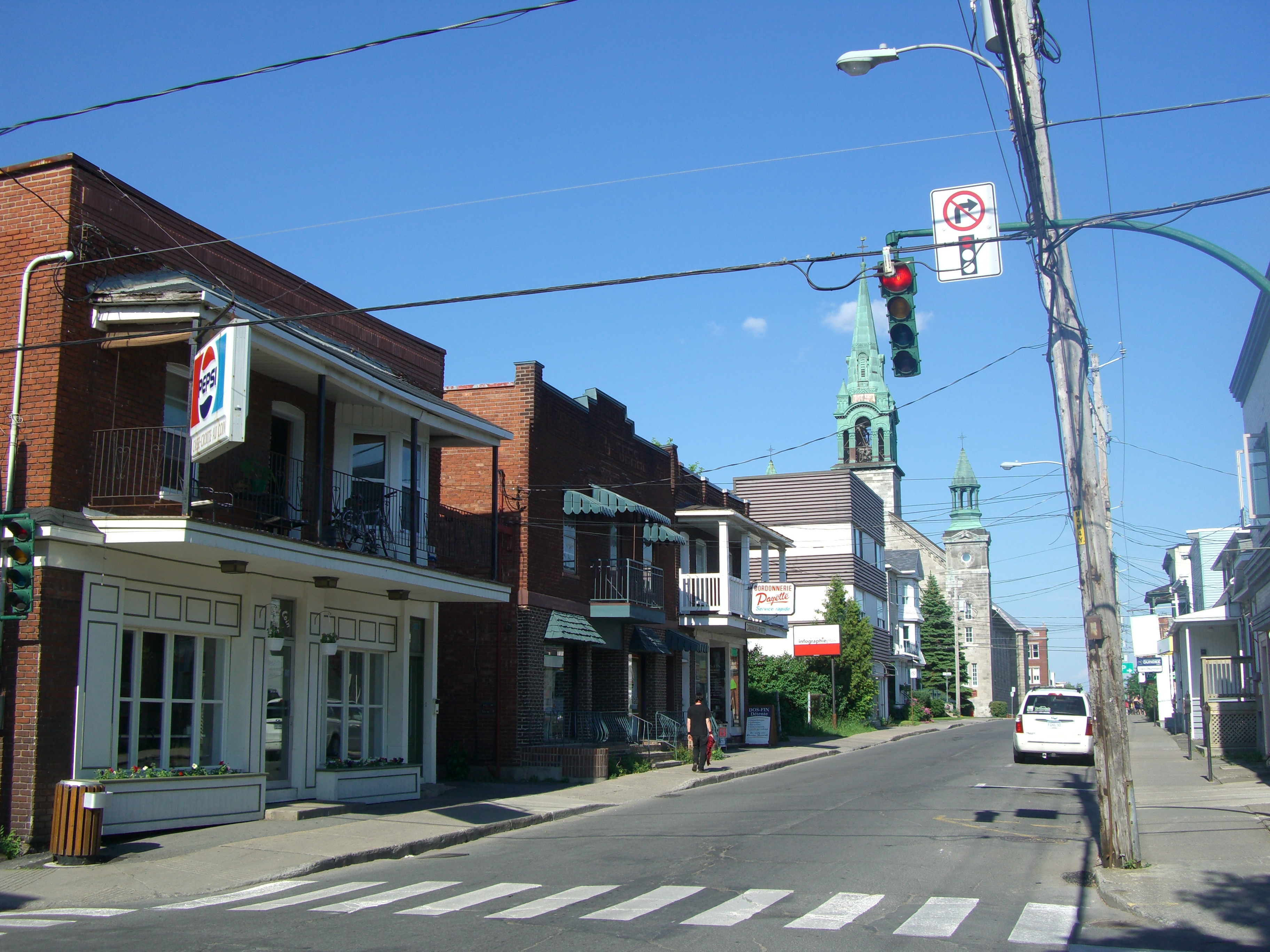
Vue du centre-ville
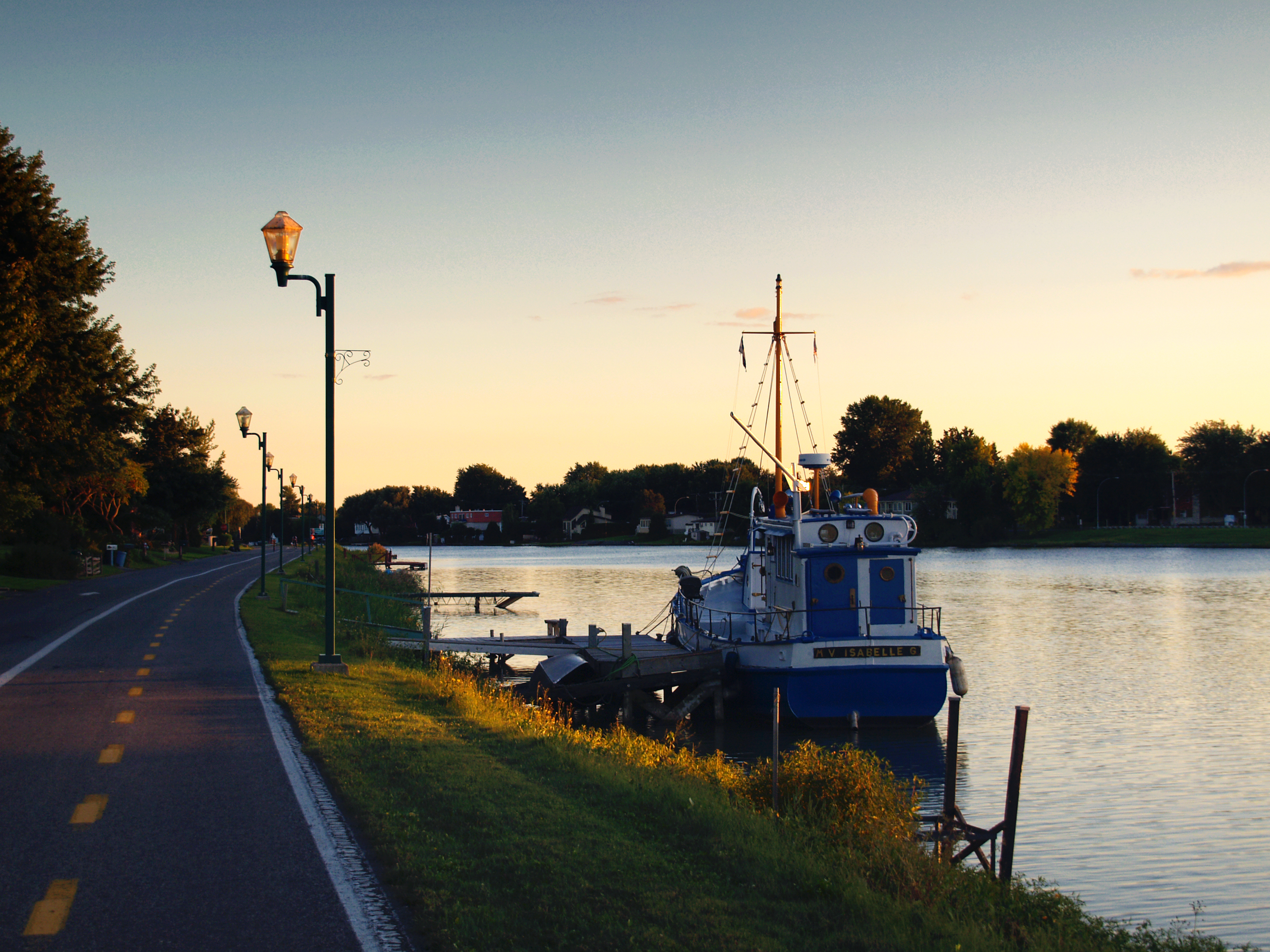
Le port
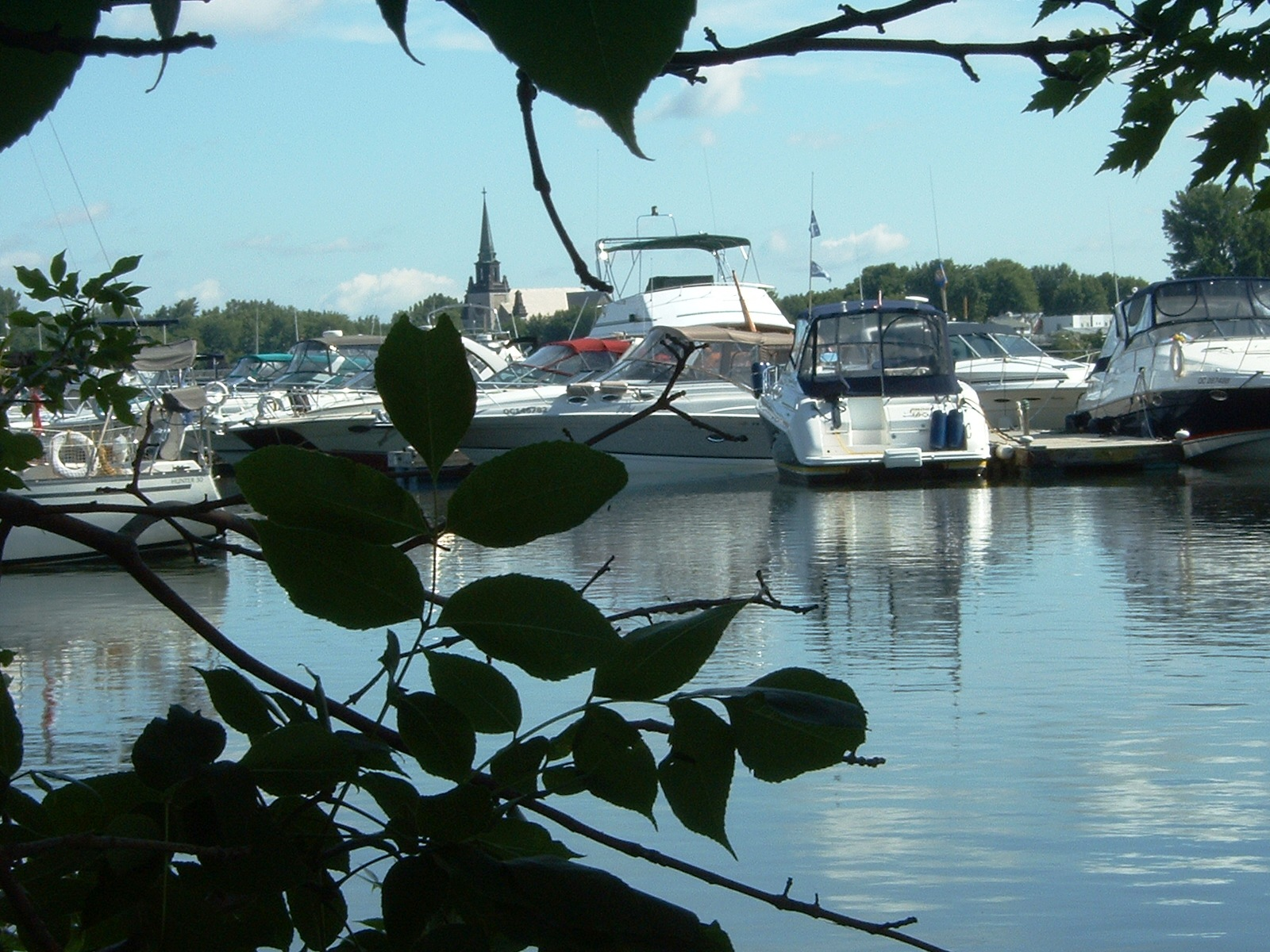
Marina, centre-ville de Saint-Jean-sur-Richelieu
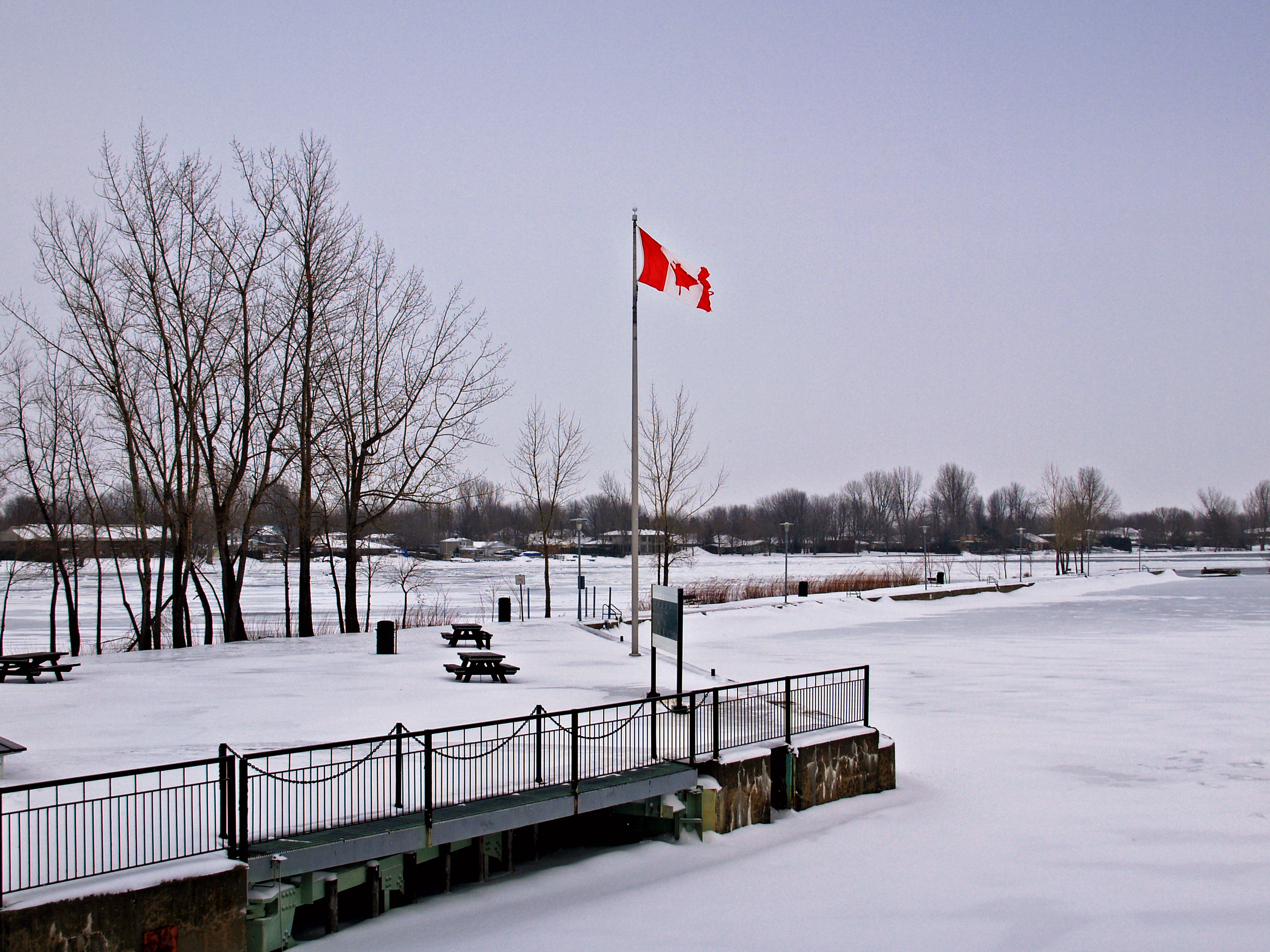
La tête du canal de Chambly, dans le centre-ville
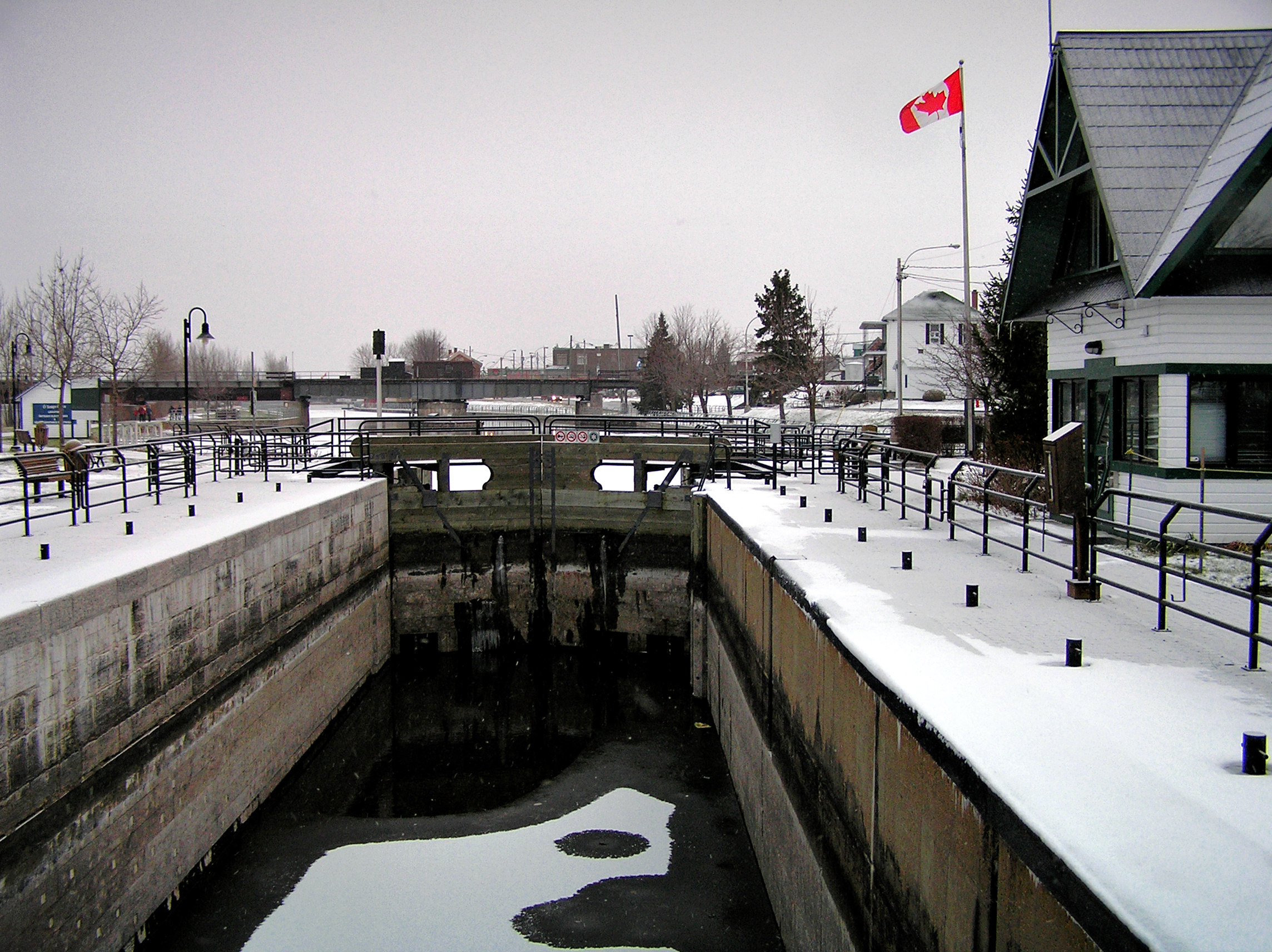
Écluse no. 9 du canal de Chambly
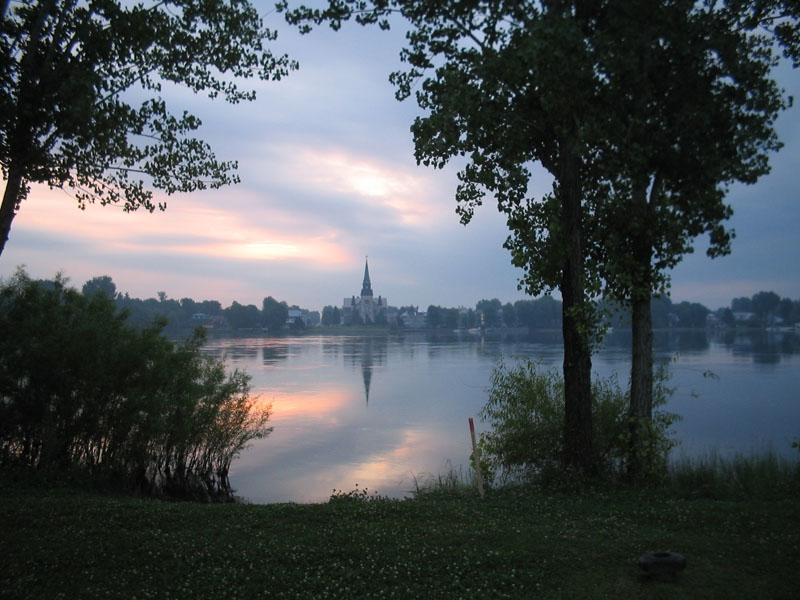
Vue sur l'église Saint-Athanase et le secteur Iberville
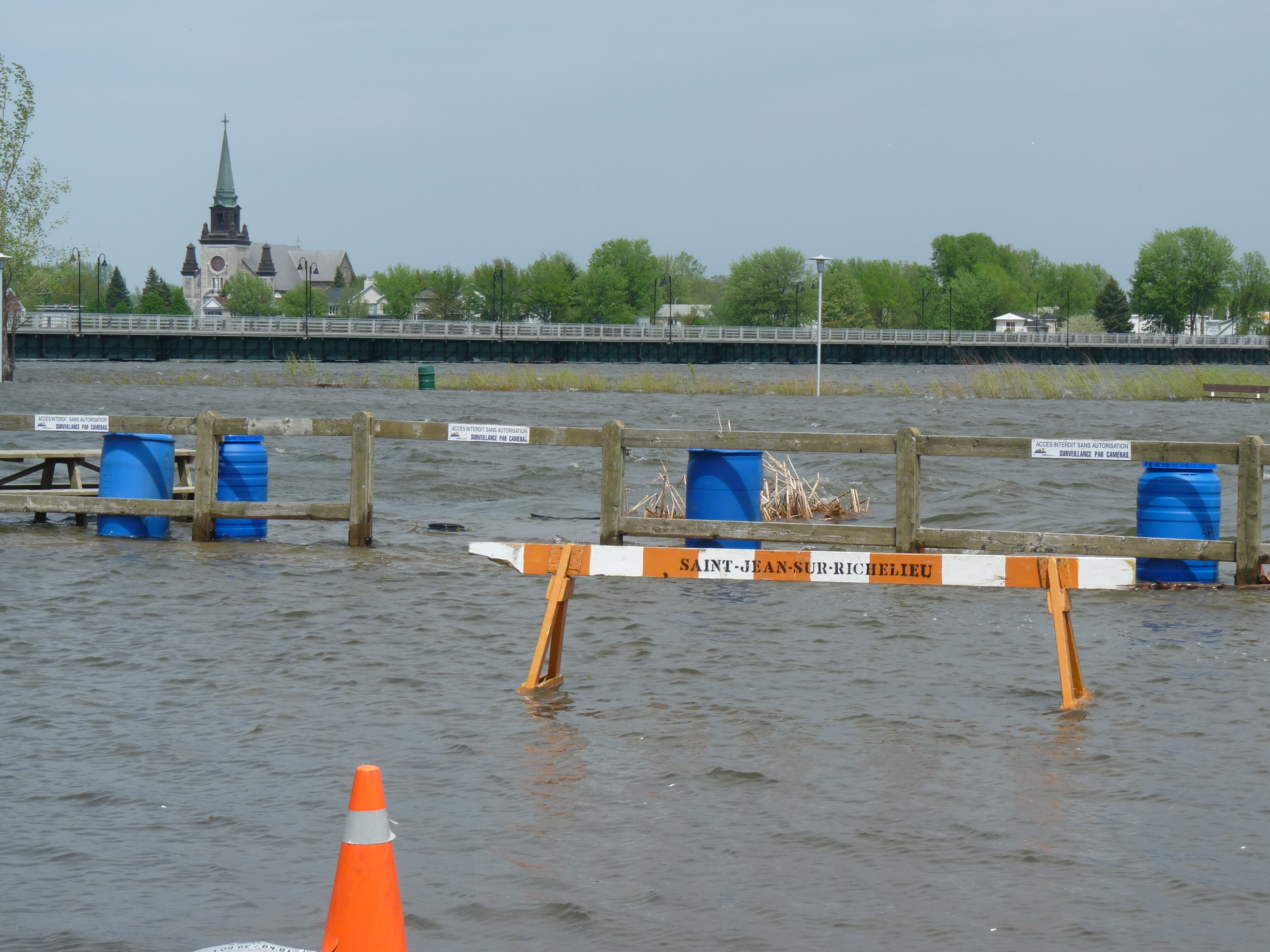
Les inondations du printemps 2011 ont affecté le centre-ville et tous les secteurs en amont
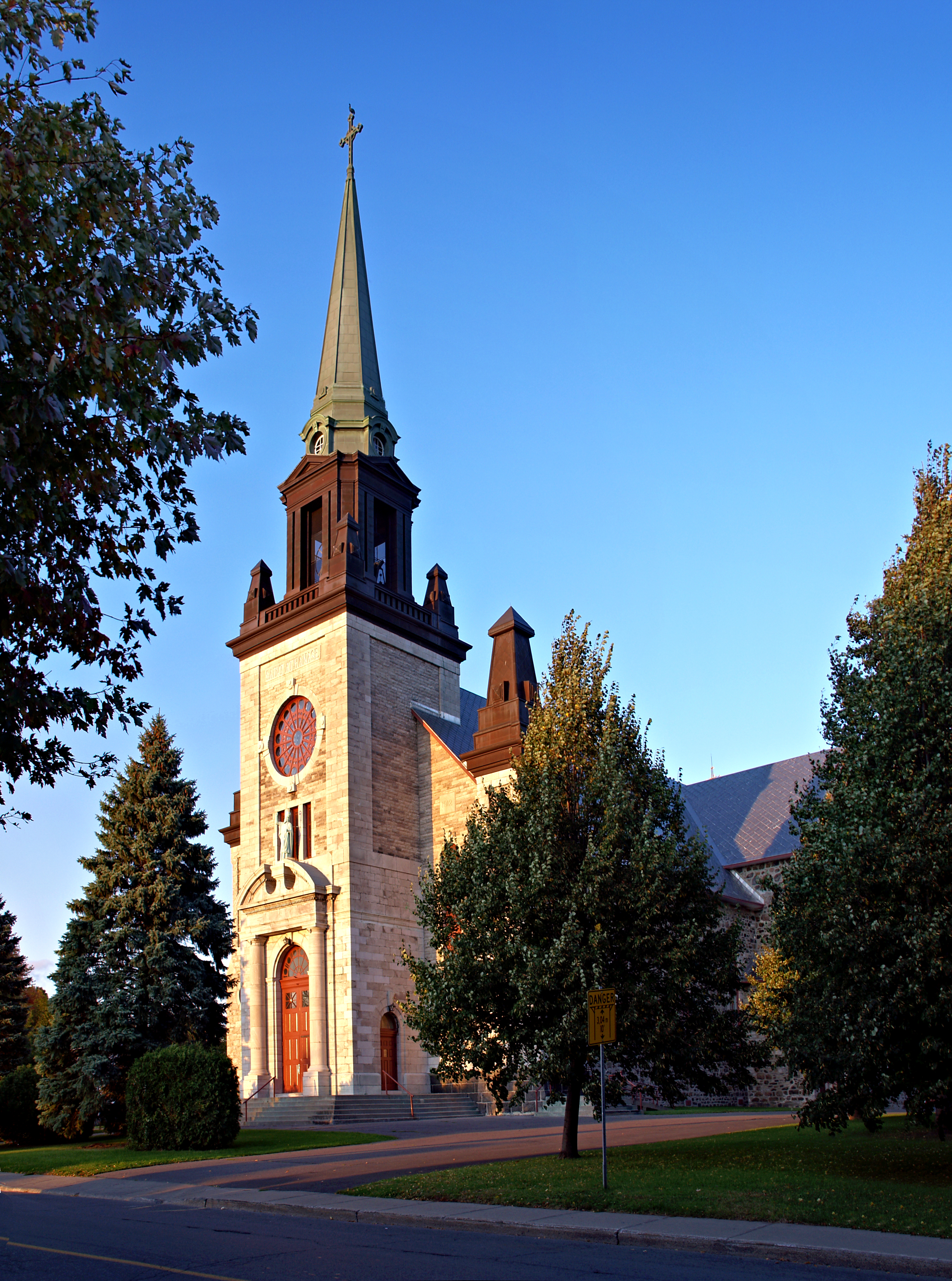
L'église Saint-Athanase
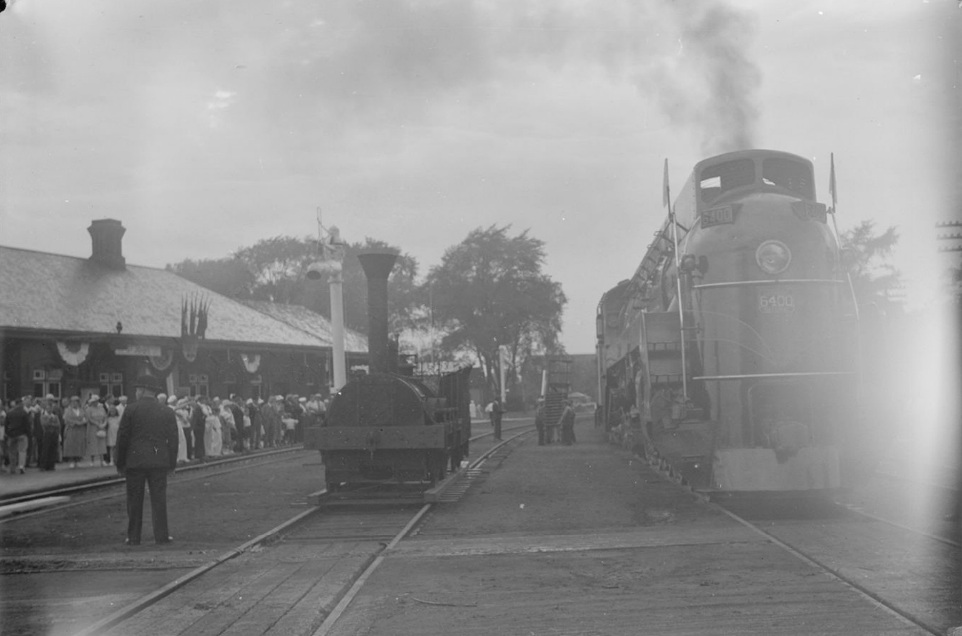
Célébrations du 100e anniversaire de l'inauguration du premier chemin de fer canadien, 1936
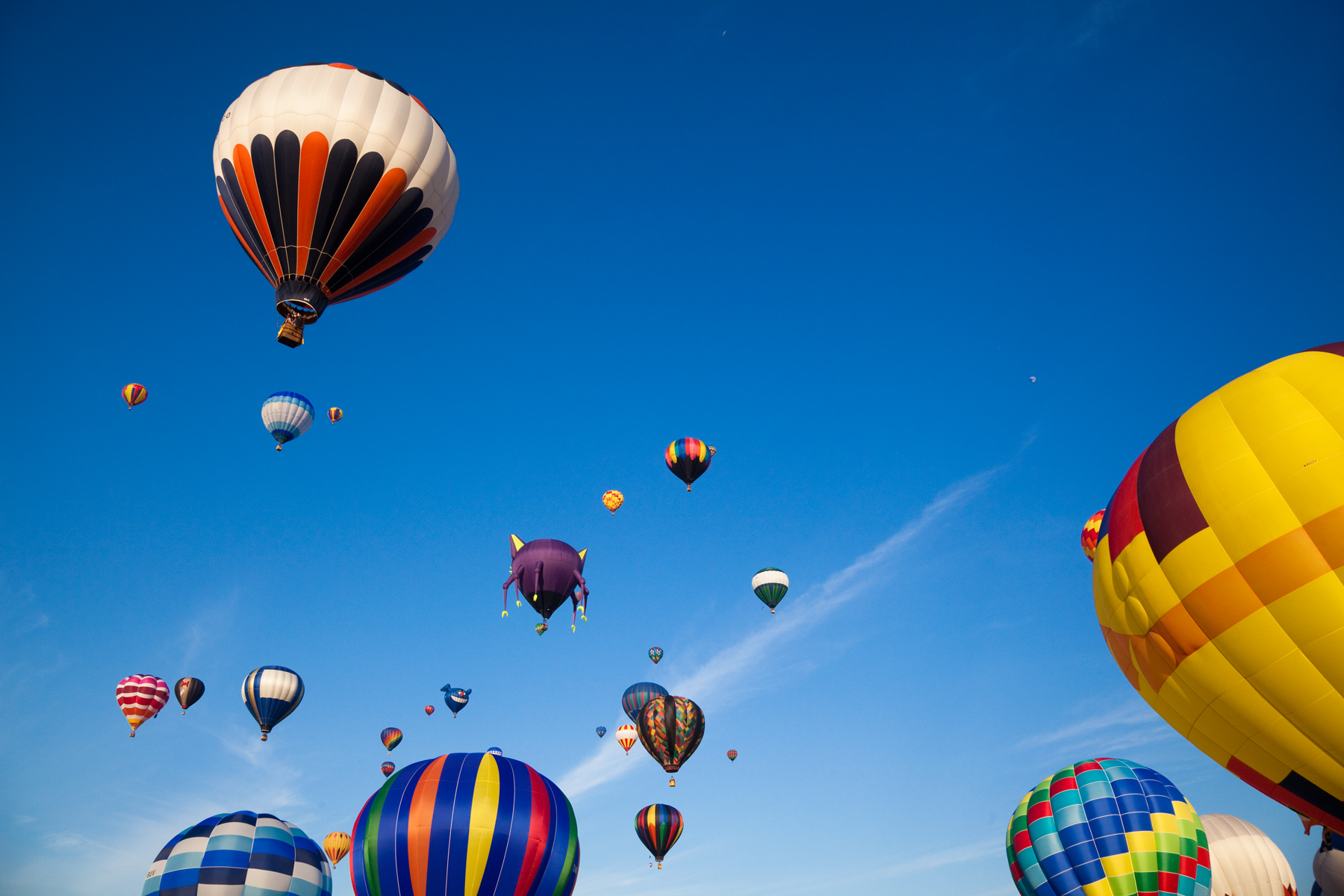
International de montgolfières de Saint-Jean-sur-Richelieu
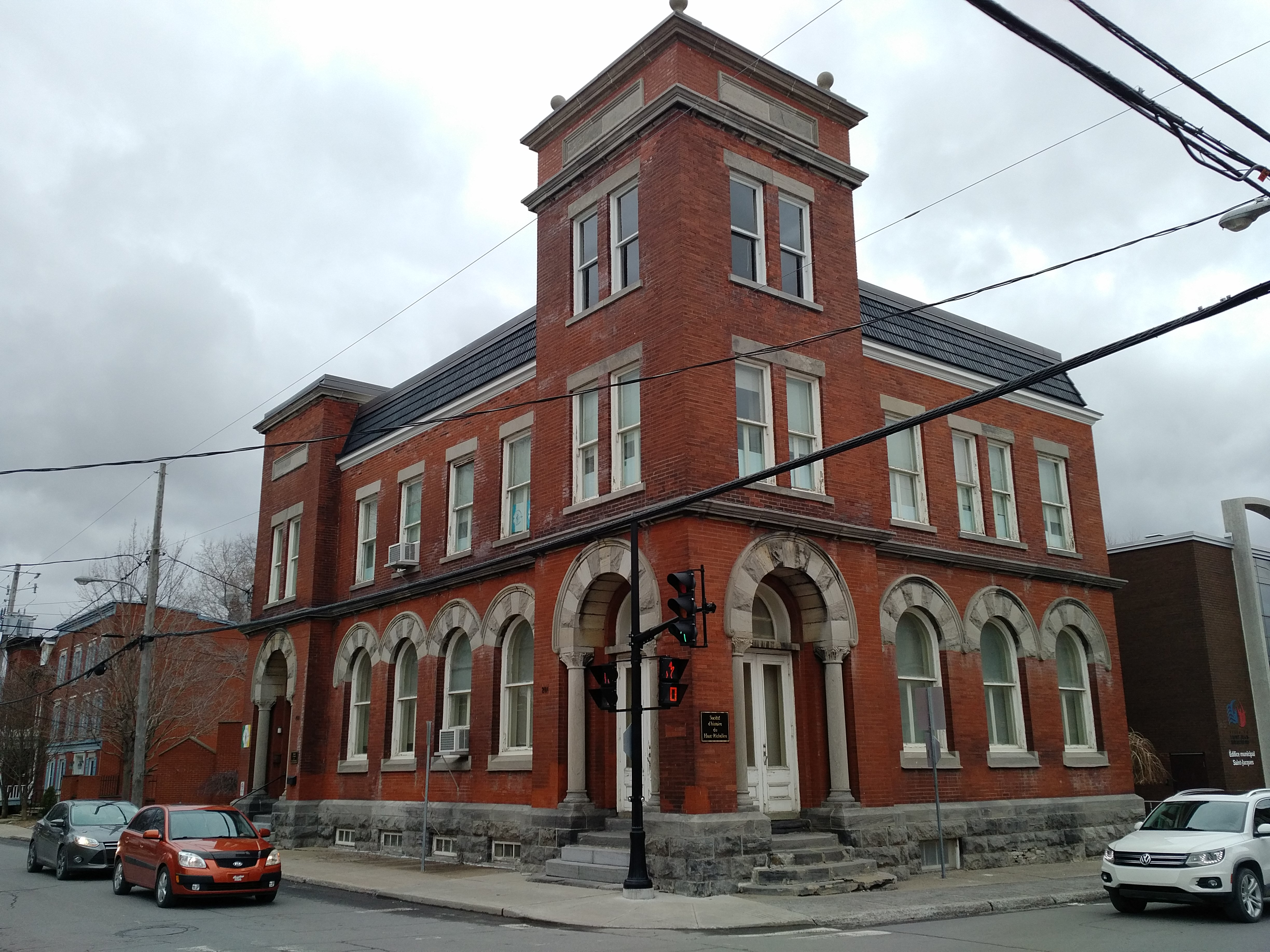
Société d'Histoire du Haut-Richelieu